# Parafia św. Andrzeja Boboli w Kaczorach
Parafia św. Andrzeja Boboli w Kaczorach – parafia rzymskokatolicka w dekanacie Wysoka w diecezji bydgoskiej.
Erygowana 1 lipca 1971.
Parafia swym zasięgiem obejmuje jedynie Kaczory.